# 大友義方
大友 義方（おおとも よしまさ）は、江戸時代中期から後期にかけての高家旗本。
高家旗本であった実兄大友義珍の養子となる。寛政元年（1789年）5月15日、将軍徳川家斉に御目見する。寛政6年（1794年）10月20日、高家見習に召し出される。同年10月23日、従五位下・侍従・因幡守に叙任する。同年閏11月26日、高家職に就く。享和3年（1803年）3月27日、義珍の隠居により家督を相続する。文化12年（1815年）7月20日、病気を理由に辞職する。文化13年（1816年）3月29日、隠居し養子（甥）の義智に家督を譲る。文化14年（1817年）7月23日死去、71歳。法名は仙齢院。